# Tavi lile
A tavi lile (Elseyornis melanops)  a madarak osztályának lilealakúak (Charadriiformes) rendjébe, ezen belül a lilefélék (Charadriidae) családjába tartozó Elseyornis nem  egyetlen faja.

## Rendszerezése
A fajt Louis Pierre Vieillot francia ornitológus írta le 1818-ban, a Charadrius nembe Charadrius melanops néven. Egyes szervezetek a Thinornis neme sorolják Thinornis melanops néven.

## Előfordulása
Ausztrália és Új-Zéland területén honos. Indiában már észlelték kóborló példányait. Természetes élőhelyei az édes vízi tavak, folyók, csatornák és mocsarak környéke, valamint szántóföldek. Állandó, nem vonuló faj.

## Megjelenése
Testhossza 18 centiméter, szárnyfesztávolsága 35 centiméter, testtömege 27–42 gramm.

## Életmódja
Vízi csigákkal, rákfélékkel, földigilisztákkal és rovarokkal táplálkozik.

## Szaporodása
A kavicsok közé a csupasz földre rakja 2-3 tojását.
|  |

## Természetvédelmi helyzete
Az elterjedési területe rendkívül nagy, egyedszáma pedig növekvő. A Természetvédelmi Világszövetség Vörös listáján nem fenyegetett fajként szerepel.